# 张进之
张进之，永嘉安固县（今浙江省瑞安市）人，南北朝刘宋政治人物。

## 生平
年轻时有志行，历任郡五官主簿，永宁、安固二县领校尉。家世富足，后来在荒年散财，救助乡里，于是贫穷下来，当时被他救活的人很多。张进之为太守王味之的属吏，王味之有罪当被捕，逃到张进之家里，养了他很长时间，尽其诚力。以本村容易暴露，转移到池溪之地，王味之落水，张进之下水去救，一起沉没，但是得免一死。当时充斥抢劫掠夺，强盗入村抢劫，至张进之家门，却互相约束，不得侵犯。宋文帝元嘉初年，朝廷下诏免除其徭役。

## 家族
出身永嘉郡大族。